# Nycticorax olsoni
Nycticorax olsoni – wymarły gatunek ptaka z rodziny czaplowatych (Ardeidae). Występował na Wyspie Wniebowstąpienia na południowym Oceanie Atlantyckim.

## Odkrycie gatunku
Gatunek jest przede wszystkim znany z fragmentów kości sześciu osobników znalezionych w jaskiniach i pokładach guana na Wyspie Wniebowstąpienia. Nycticorax olsoni opisany został przez Philipa Ashmole’a, Kennetha Edwina Laurence’a Rydera Simmonsa i Williama Richmonda Postle’a Bourne’a w 2003 roku. Gatunek otrzymał swoją nazwę na cześć amerykańskiego biologa i ornitologa Storrsa Lovejoya Olsona.

## Cechy gatunku
Opis Nycticorax olsoni znajduje się prawdopodobnie w rozdziale pt. D'une isle nommte I'Ascention sprawozdania z podróży André Théveta Les singularitez de la France antarctique z 1555 roku. Nawiązuje on do nielotnego ptaka, a jego opis w wolnym tłumaczeniu brzmi:

Ponadto na tej wyspie jest pewien rodzaj dużego ptaka, nazywanego Aponar; mają one niewielkie skrzydła i dlatego nie mogą latać. Są wielkie i wysokie jak czaple, mają biały brzuch, a grzbiet czarny jak węgiel, dziób jak u kormoranów, a gdy się je zabija, kwiczą jak świnie.

Powszechnie wiadomo, że André Thévet nie jest w pełni wiarygodny, ponieważ niekiedy mistyfikował opowieści o zwierzętach lub innych rzeczach. Podobna nazwa Apponat została już wcześniej zastosowana przez Jacques’a Cartiera, który używał jej do opisu alki olbrzymiej w raporcie z wyprawy po północno-zachodnim Atlantyku w 1534 roku. Jednak na Wyspie Wniebowstąpienia nie odnaleziono kości, jak również innych śladów bytowania alki olbrzymiej. Domniemywać więc można, że Thévet rzeczywiście opisywał Nycticorax olsoni.

## Wymarcie
Nycticorax olsoni wyginął w XVI wieku, prawdopodobnie z powodu nadmiernych polowań. Wtórnym czynnikiem mogło być także wprowadzenie na wyspę ssaków, które zabijały dorosłe ptaki i niszczyły ich gniazda.